# British Overseas Airways Corporation
La British Overseas Airways Corporation, nota anche con il suo acronimo BOAC, era una compagnia aerea britannica operante negli anni dal 1939 al 1974.
La BOAC è stata la compagnia aerea statale dal 1936 al 1946 e successivamente la compagnia aerea a lungo raggio.
Originata dalla fusione delle precedenti Imperial Airways e British Airways Ltd è rimasta operativa sino ad un Act of Parliament (Atto del Parlamento) del 1971, un atto governativo che la fuse nel 1974 alla British European Airways per andare a formare l'attuale British Airways.

## Flotta
- Airspeed Consul (1949)
- Airspeed Oxford (1948)
- Armstrong Whitworth A.W.38 Whitley 5 (1942)
- Armstrong Whitworth Ensign (1939)
- Avro 683 Lancaster (1944)
- Avro 691 Lancastrian (1945)
- Avro 688 Tudor 1 (1946)
- Avro 685 York (1944)
- Bristol Britannia (1955)
- Boeing 314A (1941)
- Boeing 377 Stratocruiser (1949)
- Boeing 707 (1960)
- Boeing 747 (1969)
- Canadair C-4 Argonaut (1947)
- Consolidated Model 28 Catalina (1940)
- Consolidated Model 32 Liberator (1941)
- Curtiss Wright CW-20 (1941)
- de Havilland DH.91 Albatross (1940)
- de Havilland DH.95 Flamingo (1940)
- de Havilland DH.98 Mosquito (1943)
- de Havilland DH.104 Dove (1946)
- de Havilland DH.106 Comet (1951)
- Douglas DC-3 (1940)
- Douglas DC-7C (1956)
- Focke-Wulf Fw 200B Condor (1940)
- Handley Page Halifax (1946)
- Handley Page Halton (1946)
- Handley Page Hermes (1949)
- Lockheed Constellation (1948)
- Lockheed Hudson (1941)
- Lockheed Lodestar (1941)
- Short S.23 Empire (1936)
- Short S.25 Sunderland (1942)
- Short S.26 (1939)
- Short S.30 Empire (1938)
- Short Sandringham (1947)
- Short Solent (1946)
- Vickers VC.1 Viking (1945)
- Vickers VC10 (1964)
- Vickers Warwick (1942)

## Galleria d'immagini

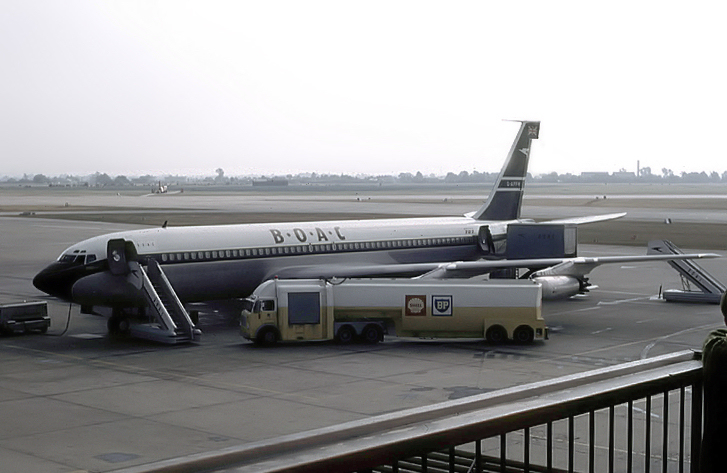
Dopo i problemi tecnici avuti con i britannici de Havilland DH.106 Comet, la BOAC  ripristinò il servizio "a reazione" con gli statunitensi Boeing 707
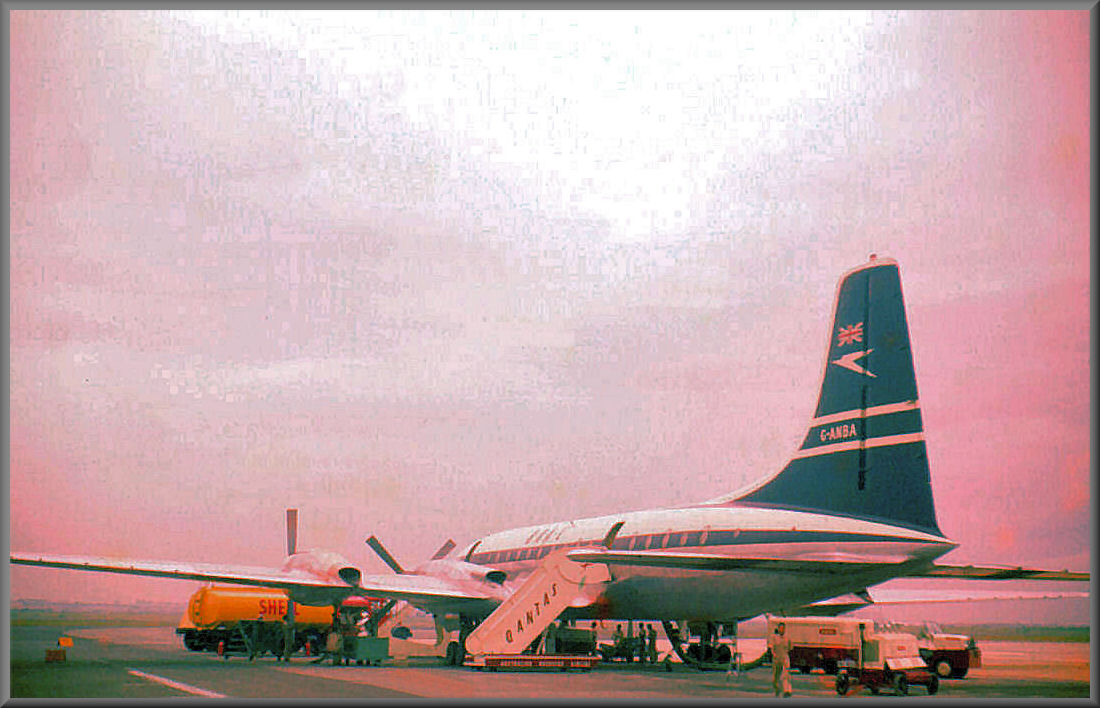
Bristol Britannia 102 G-ANBA, BOAC al Melbourne Airport, Ontario, Canada (1959)